# دنفر غريسبي
دنفر غريسبي (بالإنجليزية: Denver Grigsby)‏ هو لاعب كرة قاعدة أمريكي، ولد في 25 مارس 1901 في جاكسون في الولايات المتحدة، وتوفي في 10 نوفمبر 1973 في سابولبا في الولايات المتحدة.

## وصلات خارجية
- دنفر غريسبي على موقعبيزبول رفرنس.كوم (الدوري الرئيسي) (الإنجليزية)
- دنفر غريسبي على موقعبيزبول رفرنس.كوم (الدوري الثانوي) (الإنجليزية)